# Roland Corporation
För andra betydelser, se Roland.
Rōrando Kabushiki Kaisha (ローランド株式会社), internationellt känd som Roland Corporation  är ett företag som tillverkar musikinstrument. Roland är baserat i Hamamatsu, Japan, grundades i april 1972 och hade  3 060 anställda 2013. Roland har bland annat tillverkat de välkända syntarna JP-8000, TB-303, D-50 och trummaskinerna TR-808 och TR-909. Koncernen innefattar även företagen Boss, Edirol och Rodgers. 
Namnet "Roland"  kommer av att grundaren Ikutaro Kakehashi ville ha ett tvåstavigt namn som var enkelt att uttala på många språk. Eftersom få andra instrumenttillverkare hette något på "R" letade han efter sådana namn i telefonkatalogen och hittade en "Roland".

## Viktigare produkter
- 1973 - Roland SH-1000: Enligt Roland Japans första kommersiella synthesizer.
- 1973 - Roland RE-201: 'Space Echo', en av de mest populära bandekobaserade delaymaskinerna som någonsin producerats.
- 1975 - Roland System-100: Rolands första modulära synthesizer.
- 1976 - Roland System-700: Rolands första professionella modulära synthesizer.
- 1977 - Roland MC-8 Microcomposer: En banbrytande digital sequencer. Den första produkten i musikinstrumentindustrin som använder sig av en mikroprocessor.
- 1977 - Roland GR-500: Världens första kommersiella gitarrsynthesizer.
- 1978 - Roland CR-78: Världens första programmerbara trummaskin.
- 1978 - Roland Jupiter-4: Rolands första polyfoniska synthesizer.
- 1981 - Roland Jupiter-8: Denna synt satte Roland i fronten över professionella syntar. En mycket framgångsrik 8-rösters analog synthesizer.
- 1981 - Roland TR-808: En av de första och mest populära programmerbara trummaskinerna. Trummaskinens anmärkningsvärda analoga trumljud har blivit musikklichéer inom populärmusiken.
- 1982 - Roland Juno-6: Rolands första synthesizer med digitalt styrda analoga oscillatorer.
- 1982 - Roland TB-303: Har skapat musikgenren acid house, och är en av de mest kända syntarna med sitt speciella ljud.
- 1983 - Roland JX-3P: Första Rolandsynten som har stöd för MIDI.
- 1983 - Roland Jupiter-6: Den andra Roland-synten som har stöd för MIDI.
- 1983 - Roland SH-101: Monofonisk synthesizer designad med axelband som användaren hänger kring nacken och spelas likt en gitarr.
- 1984 - Roland TR-909: En mycket populär trummaskin under det tidiga 1990-talet, med ljud som fortfarande används i modern elektronisk musik. Den första trummaskinen från Roland som använde analog ljudsyntes blandat med digitalt samplade ljud.
- 1984 - Roland Juno-106: En populär synthesizer med digitalt styrda oscillatorer.
- 1986 - Roland JX-10: Detta är en av Rolands sista riktiga (delvis) analoga syntar.
- 1986 - Roland RD-1000: Rolands första digitalpiano som använder Roland SA Synthesis-teknologi.
- 1987 - Roland D-50: En av de mest populära digitala syntarna, Rolands första heldigitala synt.
- 1987 - Roland MT-32: En populär syntmodul med samma teknologi som hos Roland D-50.
- 1988 - Roland E-20: Rolands första musikinstrument med automatiska komp, för att konkurrera mot Yamaha och Casios syntar för hemmabruk.
- 1990 - Roland HP-3700: Ett känt digitalpiano från Roland.
- 1991 - Roland Sound Canvas: Den första General MIDI-baserade synten.
- 1994 - Roland JV-1080: Rolands mest sålda racksynth, en klassiker i alla stora studios
- 1996 - Roland MC-303: Rolands första groovebox.
- 1997 - Roland JP-8000: Rolands första virtuellt analoga synthesizer.
- 1997 - Roland V-Drums: Digitala trummor med tysta trumplattor.
- 1998 - Roland MC-505: Efterföljaren till Roland MC-303 med mer kraftfull synthesizer- och sequencerdel.
- 2002 - Roland MC-909: Efterföljaren till Roland MC-505.

## Dotterbolag

### Boss Corporation
Boss Corporation bildades 1973 och har gjort sig känt för sina effektpedaler till elgitarrer och elbasar.

### Edirol
Edirols produktsortiment innehåller bland annat MIDI-interface, MIDI-keyboards och mjukvarusynthar.